# Praktthunbergia
Praktthunbergia (Thunbergia mysorensis) är en art i familjen akantusväxter (Acanthaceae) från södra Indien.
Klättrande buskar till 10 m. Blad äggrunda till lasettlika med tydliga nerver, till 15 cm långa. Blommorna kommer i hängande klasar som kan bli 90 cm långa. Blommorna blir 5-6 cm i diameter, med tillbakadragna flikar. Blompip gul, flikar bruna. Pollineras av solfåglar. 

## Odling
På grund av sin storlek bäst i växthus. Arten kan odlas i stora krukor i vanlig standardjord. Bör placeras så ljust som möjligt, men kan behöva skydd mot den starkaste solen. Föredrar jämn vattning, men kan torka ut lätt mellan vattningarna. Ge näring varje vecka under vår till höst. Kräver varm och fuktig miljö, något svalare under vintern, tål tillfälligt 10°C.

## Synonym
- Hexacentris mysorensis Wight